# گمینا یوردانوو
گمینا یوردانوو (به لهستانی:  Gmina Jordanów) یک گمینا در لهستان است که در شهرستان سوخا واقع شده‌است. گمینا یوردانوو ۹۲٫۶۵ کیلومتر مربع مساحت و ۱۰٬۵۰۸ نفر جمعیت دارد.